# Falsomesosella andamanica
Falsomesosella andamanica är en skalbaggsart som beskrevs av Stefan von Breuning 1936. Falsomesosella andamanica ingår i släktet Falsomesosella och familjen långhorningar. Inga underarter finns listade i Catalogue of Life.